# Sweltsa holstonensis
Sweltsa holstonensis är en bäcksländeart som beskrevs av Boris C. Kondratieff och Kirchner 1998. Sweltsa holstonensis ingår i släktet Sweltsa och familjen blekbäcksländor. Inga underarter finns listade i Catalogue of Life.